# Йоан Халд
Йоан Халд (на средногръцки: Ἰωάννης Χάλδος) е византийски военачалник на служба на император Василий II Българоубиец, дук (управител) на темите Вукеларион и Армениакон (в северна Мала Азия).

## Биография
В края на 989 г., при потушаването на въстанието на Варда Фока и Варда Склир, Йоан Халд е изпратен със силна армия срещу съюзника на Фока – владетеля на южна Грузия Давид III, и го принуждава да се подчини на василевса. Резултатът от похода е споразумението от 990 г., с което Василий II получава правото над земите на Давид след смъртта му и претекст за намеса в грузинските династически дела и още византийско-грузински войни.
Следващата мисия на Йоан Халд е да замени солунския дук Григорий Таронит, загинал в сражение с българите през 995 г. В Солун Йоан довежда със себе си контингенти от подвластните си малоазийски области, но не успява да спре нападенията на българския владетел Самуил. През 996 г. попада в засада и е заловен. Остава в плен двадесет и две години – до покоряването на българите през 1018 г. Предаден е на император Василий II Българоубиец в 1018 година в Сяр от българския управител на Струмица Драгомъж.
Споменат е за последен път в 1030 година, когато император Роман III Аргир не се вслушва в съвета му да не воюва с Алепо, което довежда до разгрома в Битката при Азаз.